# Али, Фарид Ахмедович
Фари́д Ахме́дович Али́ (укр. Фарід Ахмедович Алі; 11 февраля 1992) — украинский футболист, полузащитник и нападающий клуба «Ястшембе».

## Биография
Воспитанник ДЮСШ киевского «Арсенала». С 2006 по 2009 год провёл 66 матчей и забил 15 мячей в чемпионате ДЮФЛ.
В 2009 году попал в основную заявку «Арсенала», за молодёжную (U-21) команду которого дебютировал 17 июля того же года в выездной игре против луганской «Зари». В составе «канониров» находился до 2012 года, проведя за это время 47 встреч за «молодёжку», в основную команду так и не пробившись.
В 2013 году перешёл в запорожский «Металлург», за молодёжную команду которого впервые сыграл 5 апреля того же года в домашнем поединке против своей бывшей команды. В сезоне 2013/14 стал лучшим бомбардиром запорожской «молодёжки», забив 11 голов. 31 октября 2015 года дебютировал в основном составе «Металлурга» в выездном матче Премьер-лиги против львовских «Карпат», выйдя на замену вместо Ильи Корнева на 82-й минуте встречи.

## Статистика
| Клуб                  | Лига         | Сезон   | Чемпионат | Чемпионат | Кубок | Кубок | Дубль | Дубль |
| Клуб                  | Лига         | Сезон   | Игры      | Голы      | Игры  | Голы  | Игры  | Голы  |
| --------------------- | ------------ | ------- | --------- | --------- | ----- | ----- | ----- | ----- |
| Арсенал (Киев)        | Премьер-лига | 2009/10 |           |           |       |       | 10    | 0     |
| Арсенал (Киев)        | Премьер-лига | 2010/11 |           |           |       |       | 22    | 0     |
| Арсенал (Киев)        | Премьер-лига | 2011/12 |           |           |       |       | 15    | 0     |
| Металлург (Запорожье) | Премьер-лига | 2012/13 |           |           |       |       | 4     | 0     |
| Металлург (Запорожье) | Премьер-лига | 2013/14 |           |           |       |       | 27    | 11    |
| Металлург (Запорожье) | Премьер-лига | 2014/15 |           |           |       |       | 9     | 1     |
| Металлург (Запорожье) | Премьер-лига | 2015/16 | 1         | 0         |       |       | 12    | 2     |